# Mikekarácsonyfa, Zala
Mikekarácsonyfa  este un sat în districtul Lent, județul Zala, Ungaria, având o populație de 287 de locuitori (2011). 

## Demografie
Componența etnică a satului Mikekarácsonyfa
     Maghiari (90,24%)
     Romi (7,74%)
     Germani (2,02%)
Componența confesională a satului Mikekarácsonyfa
     Romano-catolici (73,87%)
     Fără religie (8,71%)
     Reformați (2,09%)
     Necunoscută (15,33%)
     Alte religii (1,39%)
Conform recensământului din 2011, satul Mikekarácsonyfa avea 287 de locuitori. Din punct de vedere etnic, majoritatea locuitorilor (90,24%) erau maghiari, existând și minorități de romi (7,74%) și germani (2,02%).  Din punct de vedere confesional, majoritatea locuitorilor (73,87%) erau romano-catolici, existând și minorități de persoane fără religie (8,71%) și reformați (2,09%). Pentru 15,33% din locuitori nu este cunoscută apartenența confesională.